# Viola hederacea
Viola hederacea Labill. – gatunek roślin z rodziny fiołkowatych (Violaceae). Występuje naturalnie w Australii (w stanach Queensland, Nowa Południowa Walia, Wiktoria (stan), Australia Południowa i Tasmania) oraz Nowej Zelandii (na Wyspie Północnej). Ponadto został introdukowany w południowo-wschodnich Chinach i Malezji. 

## Morfologia

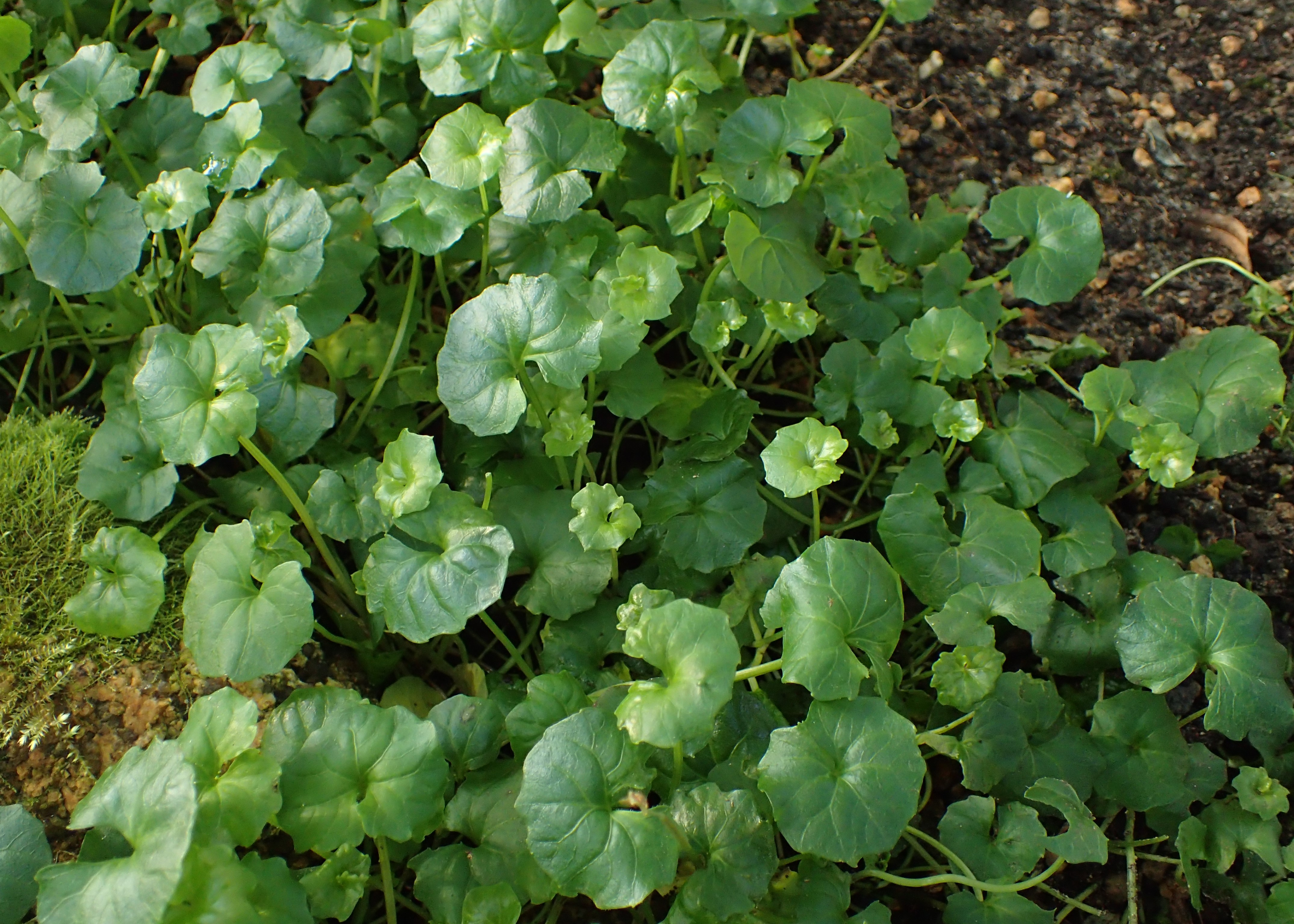
Liście

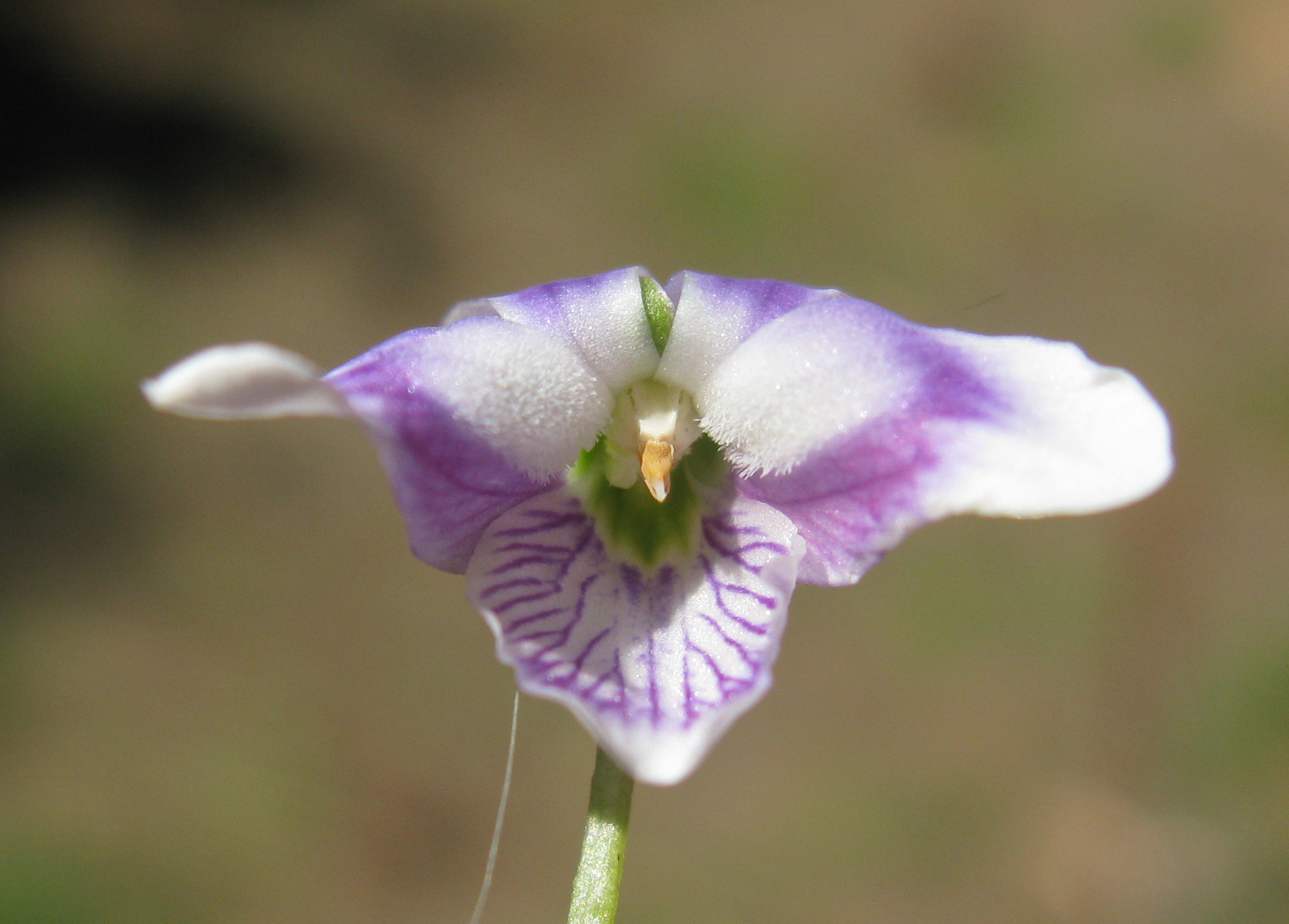
Kwiat

PokrójBylina tworząca kłącza i rozłogi.
LiścieBlaszka liściowa ma niemal nerkowaty kształt. Mierzy 1,5 cm długości oraz 0,5–2 cm szerokości, jest całobrzega lub karbowana na brzegu, ma nasadę od sercowatej do ściętej i tępy wierzchołek. Ogonek liściowy jest nagi i ma 5–60 mm długości. Przylistki są równowąsko lancetowatych i osiągają 2–8 mm długości.
KwiatyPojedyncze, wyrastające z kątów pędów. Mają działki kielicha o owalnym lub równowąsko lancetowatym kształcie i dorastające do 2–5 mm długości. Płatki są odwrotnie jajowate, mają barwę od białej do biało-purpurowej oraz 2–10 mm długości, dolny płatek posiada sierpowatą ostrogę.
OwoceTorebki mierzące 4-6 mm długości, o jajowatym kształcie.

## Biologia i ekologia
Rośnie polach uprawnych, nieużytkach i skarpach. 